# Libra del Alto Canadá
La libra del Alto Canadá o menos conocido como libra altocanadiense fue la unidad monetaria intermitente de la colonia británica del Alto Canadá desde 1820 hasta 1841 y desde 1849 hasta 1857, y surgió para paliar la escasez en diversas etapas de libras esterlinas, de reales de a ocho, de los dólares del ancla de las Indias Occidentales Británicas y luego de los peniques de plata del chelín colonial. 
Tenía paridad con la libra esterlina, con la libra francesa, con los dólares españoles y con las piastras mexicanas, por lo que la libra altocanadiense se subdividía en 20 chelines (240 peniques) o en 480 sous y equivalía a 4 dólares o a 4 piastras y por ello circularían a la par pero por la escasez de fraccionarios de las de la metrópoli y a falta de autorización de producir monedas propias, se acuñaron fichas privadas monetiformes o tokens (en inglés) desde 1820 y fichas bancarias o bank tokens a partir de 1832.

## Historia
La provincia del Alto Canadá formaba parte de la de Quebec desde 1763, y de la colonia de Terranova se le transfirió la isla de Anticosti y las islas de la Magdalena en 1774, ambas en el golfo de San Lorenzo, al igual que la Costa de Labrador y la isla de Anticosti en 1809, a favor de Terranova, aunque finalmente recobró la de Anticosti y las de Magdalena en 1825. En la colonia circulaban los chelines coloniales de «voce populi», «de Pitt» y «de Machin».
Al separarse dicha provincia en Alto y Bajo Canadá, ambas usaron los «tokens del Barco» desde 1810, que circuló a la par de que se emitiese el primer papel moneda de la libra bajocanadiense en 1817 pero como estaba con paridad con el dólar español se siguió utilizando con el dólar del ancla de la América británica, además en 1820 habían comenzado a producirse en el Alto Canadá unas fichas privadas monetiformes o tokens de cobre, aunque los billetes citados circularon extraoficialmente hasta 1825, por ser prohibidos y por comenzar a utilizarse el nuevo chelín colonial en 1831.
En 1832 el Alto Canadá acuñó sus primeros tokens bancarios oficiales propios y con la unificación con el nombre de Provincia Unida de Canadá, la nueva moneda fue llamada libra canadiense desde 1842, circuló en ambas provincias hasta 1849, cuando al año siguiente el Alto Canadá se separó, y volvieron a las libras propias hasta 1858, cuando ambas crearon definitivamente el dólar canadiense.

## Fichas bancarias otokens
Desde 1820 se produjeron unos tokens privados para circular en el Alto Canadá por la escasez de monedas circulantes, específicamente de fraccionarias de menor valor, y por la falta de autorización real de acuñar monedas propias. Para la América británica en 1831 se enviaron los peniques de plata esterlina del chelín colonial y para paliar nueva escasez en el Alto Canadá se produjeron de forma oficial unos tokens bancarios de cobre en 1832 que circularon hasta 1841, por la nueva unión con la vecina colonia del Bajo Canadá con la que resurgió la antigua provincia de Quebec (1763-1791) pero con el nombre de Provincia Unida de Canadá. El Alto Canadá cambió el nombre territorial a Canadá Oeste, pero en 1850 volvió a acuñar tokens de su libra altocanadiense hasta 1857. La lista subsiguiente detalla cada uno:
- 1⁄2 penique de cobre con año 1820 conocido como «token del velero y yunque», en el anverso presenta un par de palas cruzadas y debajo un yunque, orlado con la leyenda en inglés: COMMERCIAL CHANGE (intercambio comercial), en el exergo con la fecha: 1820, y en el reverso con una gran balandra en el agua navegando hacia la izquierda, orlada con la leyenda en inglés: HALFPENNY TOKEN   UPPER CANADA (ficha comercial monetiforme del Alto Canadá).
- De cobre con año 1821 conocido como «token del velero y barril», en el anverso presenta un barril acostado con inscripciones y orlado con la leyenda en inglés: COMMERCIAL CHANGE, en el exergo con la fecha: 1821, y en el reverso con una gran balandra en el agua navegando hacia la izquierda, orlada con la leyenda en inglés: HALFPENNY TOKEN   UPPER CANADA.
- De cobre con año 1823 conocido como «token del velero y arado», en el anverso presenta un arado y debajo la fecha: 1823, orlado con la leyenda en inglés: TO FACILITATE TRADE (para facilitar el comercio), y en el reverso con una gran balandra en el agua navegando hacia la izquierda, orlada con la leyenda en inglés: HALFPENNY TOKEN   UPPER CANADA.
- De cobre con año 1832 conocido como «token de busto póstumo», en el anverso con el busto del rey Jorge IV laureado pero que había fallecido hacía dos años y orlado con la leyenda: PROVINCE OF UPPER CANADA (provincia de Alto Canadá), y en el reverso con Britannia sentada de perfil mirando hacia la izquierda y que con la mano derecha levanta un ramo de laurel, y orlada con la leyenda en inglés: HALF PENNY TOKEN (ficha comercial monetaria de medio penique) y en el exergo la fecha: 1832.[1]
- De cobre con años 1850, 1852, 1854 y 1857, conocidos como «token de San Jorge», en el anverso con la imagen de «San Jorge a caballo sobre el dragón» con la leyenda en inglés: BANK OF UPPER CANADA (Banco del Alto Canadá) y en el exergo la fecha, y en el reverso con el antiguo escudo de armas del Alto Canadá coronado y orlado con la leyenda en inglés: Upper Canada (en vez de Canadá Oeste o bien West Canada en inglés).[1]
- 1 penique o «token de San Jorge» de cobre con años 1850, 1852, 1854 y 1857, con anverso y reverso semejante al anterior de la misma época.[1]

## Billetes

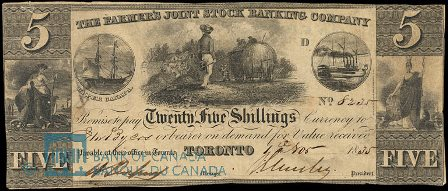
Billete de veinticinco chelines de la libra altocanadiense, equivalente a cinco dólares españoles, emitido por el Farmer's Joint Stock Bank de Toronto desde 1835 hasta 1837.

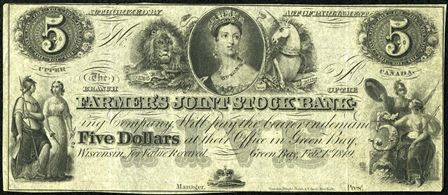
Billete de veinticinco chelines de la libra altocanadiense, equivalente a cinco dólares estadounidense y emitido por el Farmer's Joint Stock Bank desde 1849 hasta 1854.

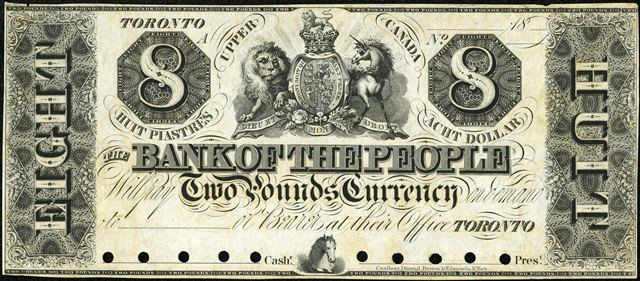
Billete de dos libras altocanadienses equivalente a ocho dólares estadounidenses u ocho piastras mexicanas, emitido por el Bank of the People de Toronto desde 1850 hasta 1857.

En 1817 el Banco de Montreal emitió por primera vez el papel moneda o billetes con la denominación de cien chelines de la libra bajocanadiense y al principio también circularon extraoficialmente en el Alto Canadá, y era equivalente a veinte dólares españoles, pero finalmente en el Alto Canadá se prohibió su uso en el año 1825, para seguir utilizando solo las monedas de plata del dólar del ancla de la América británica que habían surgido en 1822 y en 1831, los antedichos peniques de plata del chelín colonial.
El Farmer's Joint Stock Bank de Toronto mandó emitir papel moneda o billetes por primera vez en 1835 hasta 1837 para el uso en el Alto Canadá por el valor de 5, 10, 20, 25, 50 y 250 chelines, equivalentes en dólares a $1, $2, $4, $5, $10 y $50. En 1849 hasta 1854 el mismo banco emitió por el valor de 5, 10 y 25 chelines equivalentes a $1, $2 y $5. 